# 伊座利峠
伊座利峠（いざりとうげ）は、徳島県阿南市椿町と海部郡美波町の境にある徳島県道26号由岐大西線の峠。標高約238m。

## 地理
徳島県阿南市椿町豊野の働々と海部郡美波町伊座利の境にある峠。峠名はすぐ南の海辺にある集落名による。
1959年（昭和34年）7月に伊座利と旧由岐町の間に県道が開通し、阿南市に出るのに便利になった。広い舗装道路が通る峠には、3体の地蔵尊が祀られている。古いものは安政4年、新しいものは1984年（昭和59年）のものがある。峠からは伊座利集落がすぐ下に見え、その向こうに太平洋が広がる。また峠の西700mには、海と山を共に展望できる明神山がある。